# Victor Hugo Forjaz
Victor Hugo Lecoq de Lacerda Forjaz (Horta, 14 de novembro de 1940) é um vulcanólogo português, professor catedrático do Departamento de Geociências da Universidade dos Açores. É licenciado em Ciências Geológicas, pela Faculdade de Ciências de Lisboa, doutorado em Vulcanologia de Engenharia e Agregado em Geotermia pela Universidade dos Açores (sigla UAç). Tirou as especialidades em Riscos Geológicos e Vulcanológicos (US Geological Survey) e em Ciências Geotérmicas (Pisa, Itália).

## Biografia
Filho do Dr. António Macedo Lacerda Forjaz. Em 1976, fixou-se na Ilha de São Miguel, a convite da Junta Governativa ali instalando laboratórios modernos  de investigação científica. Ingressou na Universidade dos Açores. Foi Director do Programa Geotérmico dos Açores durante 15 anos. Foi director do Projecto Geotérmico do Vulcão do Fogo (Universidade dos Açores), Coordenador do Projecto Furnas - Vulcão Laboratório Europeu e da RUVS - Rede Universitária de Vigilância Vulcânica e Sísmica, base do sistema de vigilância Geológica do Arquipélago. É o actual presidente da Direcção do Observatório Vulcanológico e Geotérmico dos Açores (sigla OVGA).
Co-fundador da International Society of Planetology e fundador do Instituto de Geociências dos Açores. Em 1985, foi co-fundador do Centro de Vulcanologia do INIC (Instituto Nacional de Investigação Científica). Co-representante nacional na Rede Europeia de Vulcanologia (sigla ESF - European Science Foundation). 
Como bolseiro e congressista, ao longo dos anos, efectuou missões científicas aos vulcões na Europa continental, Islândia, América do Norte, América Central continental, Antilhas, Havai, Indonésia, Filipinas, Japão, etc. Foi e é um estudioso apaixonado da erupção submarina do Vulcão dos Capelinhos, na Ilha do Faial, e da Serreta, na Ilha Terceira.
É autor e co-autor de 150 publicações sendo referee de editoras europeias. É correspondente da Academia de Ciências de Lisboa e da Academia de Marinha. É laureado pela Academia de Ciências de Moscovo e pelo Laboratório de Vulcanologia da Universidade de Paris.
A 8 de junho de 2010, foi agraciado com o grau de Comendador da Ordem do Infante D. Henrique.

### Obra
- Editor do Arquivo Açoriano e da revista Vulcano.
- Vulcão dos Capelinhos – Retrospectivas, Vol. 1, Observatório Vulcanológico e Geotérmico dos Açores, São Miguel, 1997, reedições,1999 e seguintes
- Atlas Básico dos Açores, Observatório Vulcanológico e Geotérmico dos Açores, Ponta Delgada, 2004
- Vulcão dos Capelinhos - Memórias 1957/2007, Observatório Vulcanológico e Geotérmico dos Açores, São Miguel, 2007
- Dos Vulcões dos Açores, Publiçor, São Miguel, 2010